# 单电子晶体管
第一个单电子晶体管由贝尔实验室的Fulton等人制成。
典型的单电子晶体管如图示。量子点和外界被两个电容器和两个隧道结隔开。
库仑菱形是这种电路具备的独特性质。而单电子充电效应是库仑菱形的起因。